# Žarko Knežević
Pour les articles homonymes, voir Knežević.
Žarko Knežević (en serbe : Жарко Кнежевић), né le 17 juillet 1947, à Mojanovići, en République socialiste du Monténégro, et mort le 30 octobre 2020 à Belgrade (Serbie) est un ancien joueur yougoslave de basket-ball. Il évolue durant sa carrière au poste de pivot.

## Palmarès
- Finaliste du championnat du monde 1974
- Finaliste du championnat d'Europe 1971
- Champion d'Europe 1973